# Saté

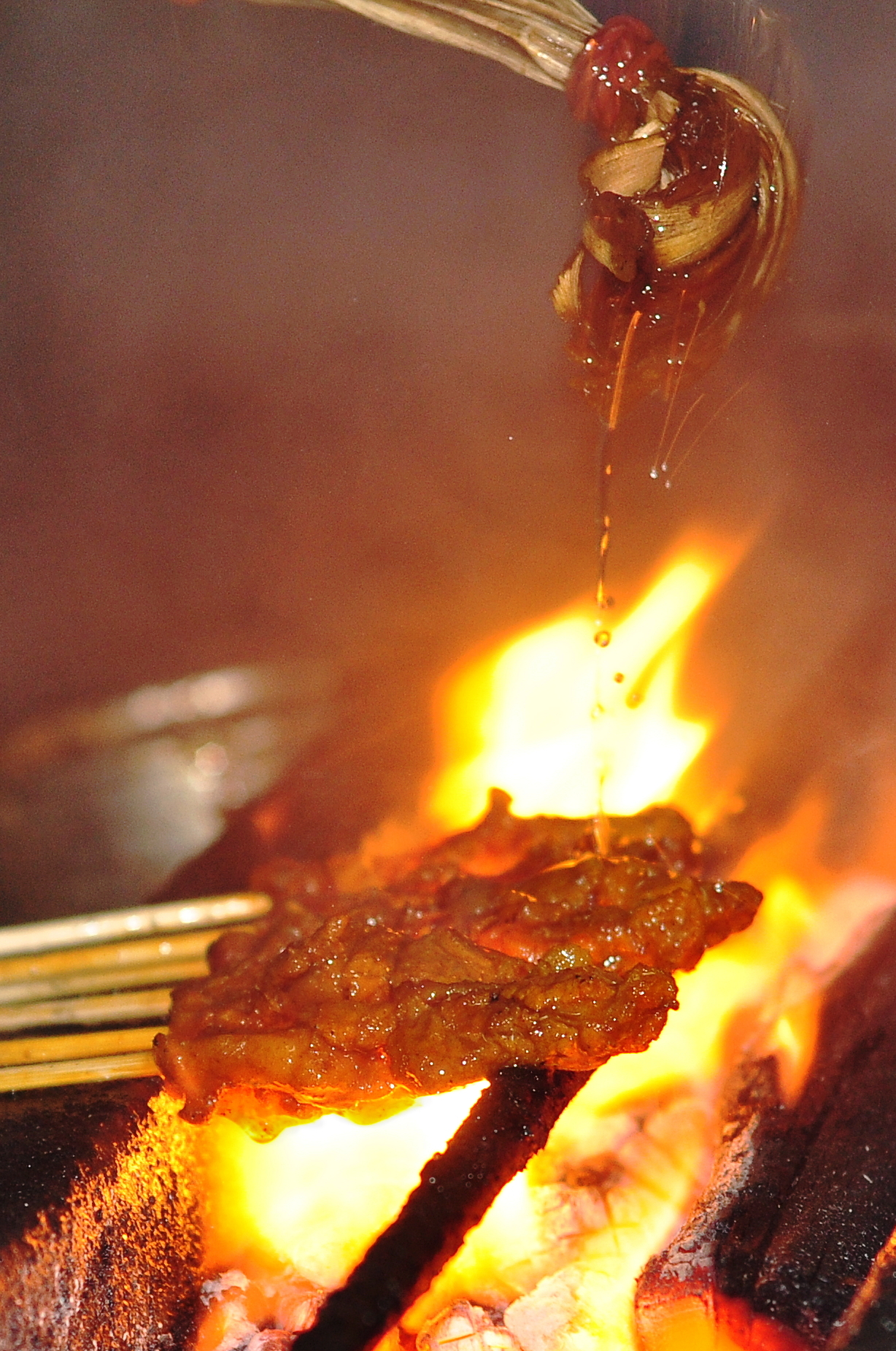
Saté

Saté (angl. satay) je původně indonéský pokrm z ochuceného masa ve formě špízu, který je připraven na grilu.

## Původ a rozšíření
Saté pochází z ostrova Jáva, v Indonésii se saté stalo národním jídlem a odtud se rozšířilo i do dalších zemí jihovýchodní Asie, jako jsou Malajsie, Thajsko, Filipíny, Singapur, Brunej a v neposlední řadě též do Nizozemska a do bývalých nizozemských kolonií. V současnosti se jedná se o pokrm, který se stal známý po celém světě.

## Variace
V Indonésii a v jihovýchodní Asii se se saté setkáme u nejobyčejnějších pouličních stánků, ale i v luxusních restauracích. Používají se rozličné druhy masa, mořské plody, někdy též maso plazů, setkáme se též se saté z tofu a z vajec uvařených natvrdo. Typicky žluté zbarvení dodává saté kurkuma. K saté se často používá arašídová omáčka, případně sladká sójová omáčka a chilli omáčky.

## Galerie

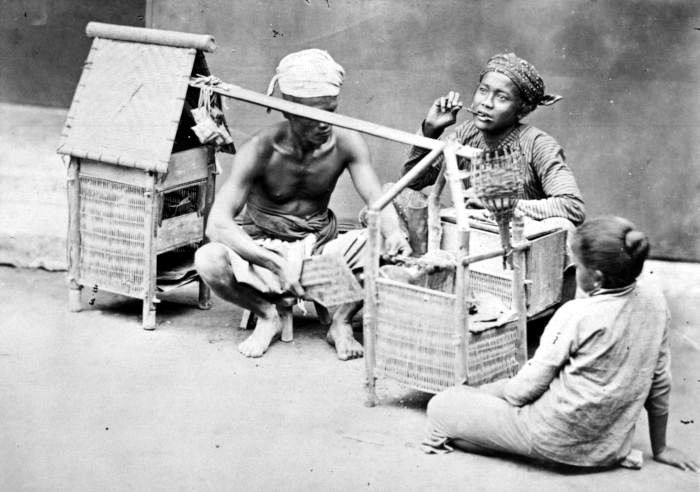
Pouliční prodej saté, střední Jáva, 1870
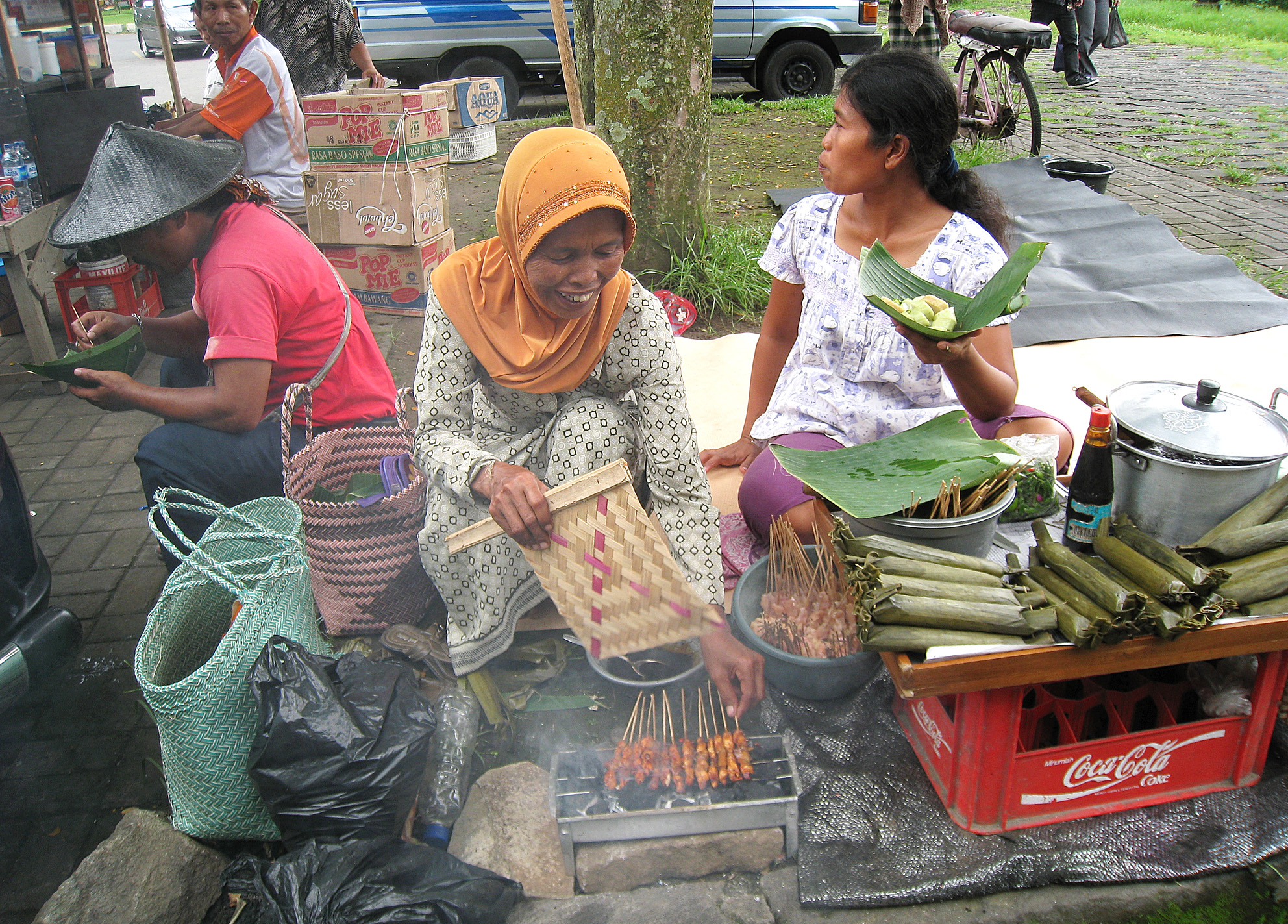
Pouliční prodej saté, střední Jáva, 2010
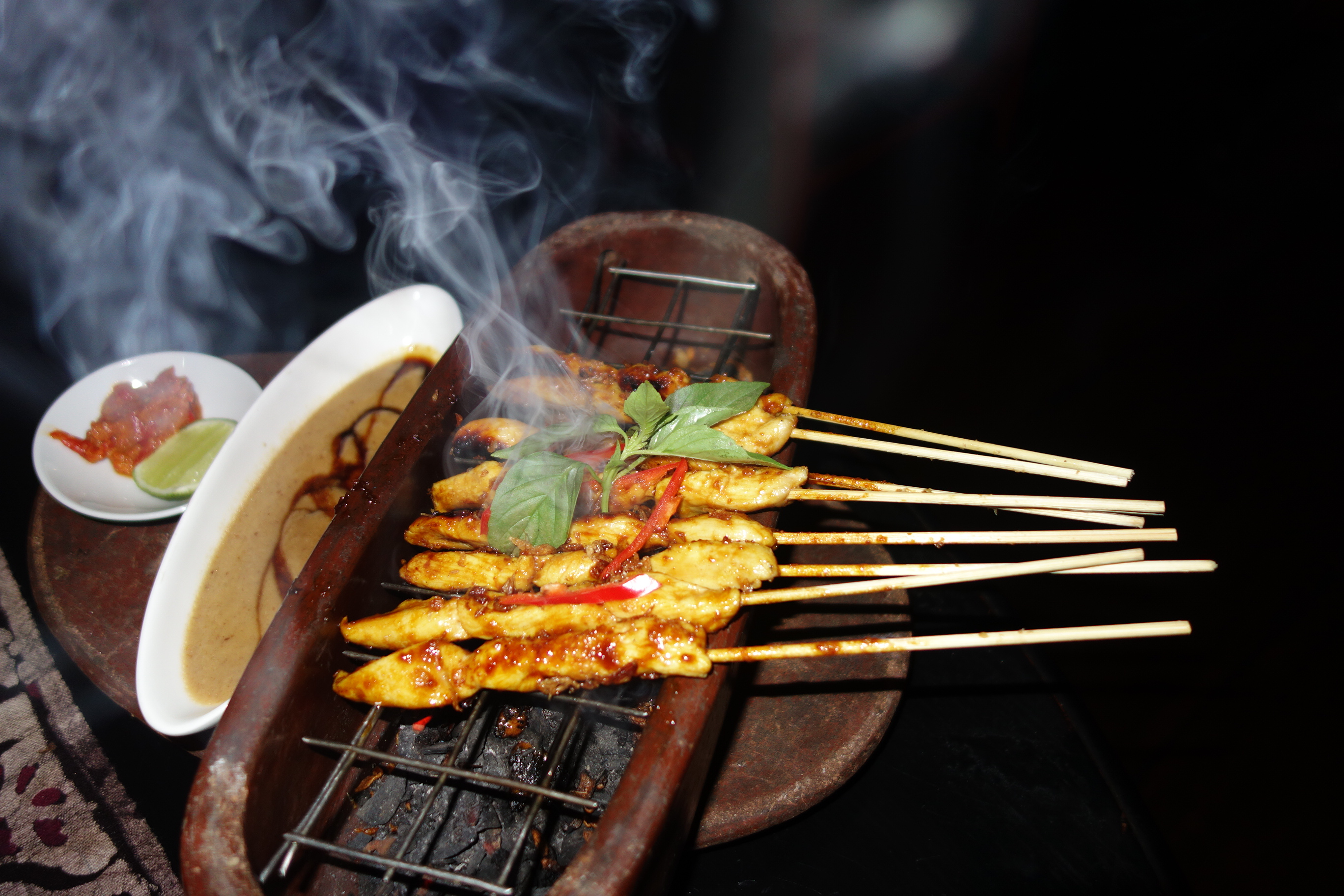
Sate Ayam, kuřecí saté
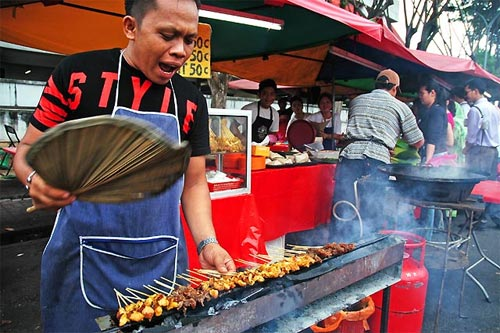
Pouliční prodej saté v Malajsii
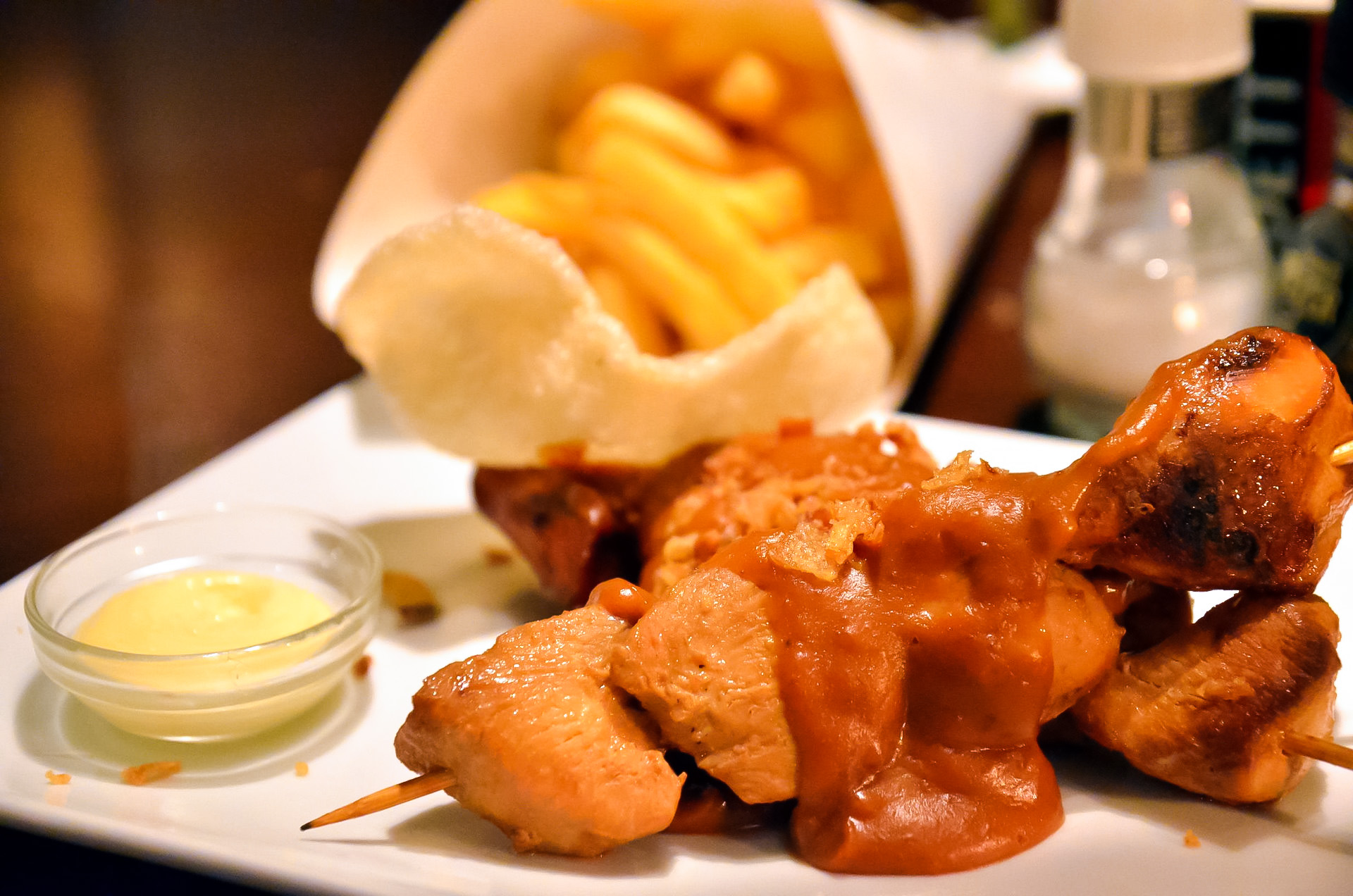
Kuřecí saté s arašídovou omáčkou v amsterdamské restauraci
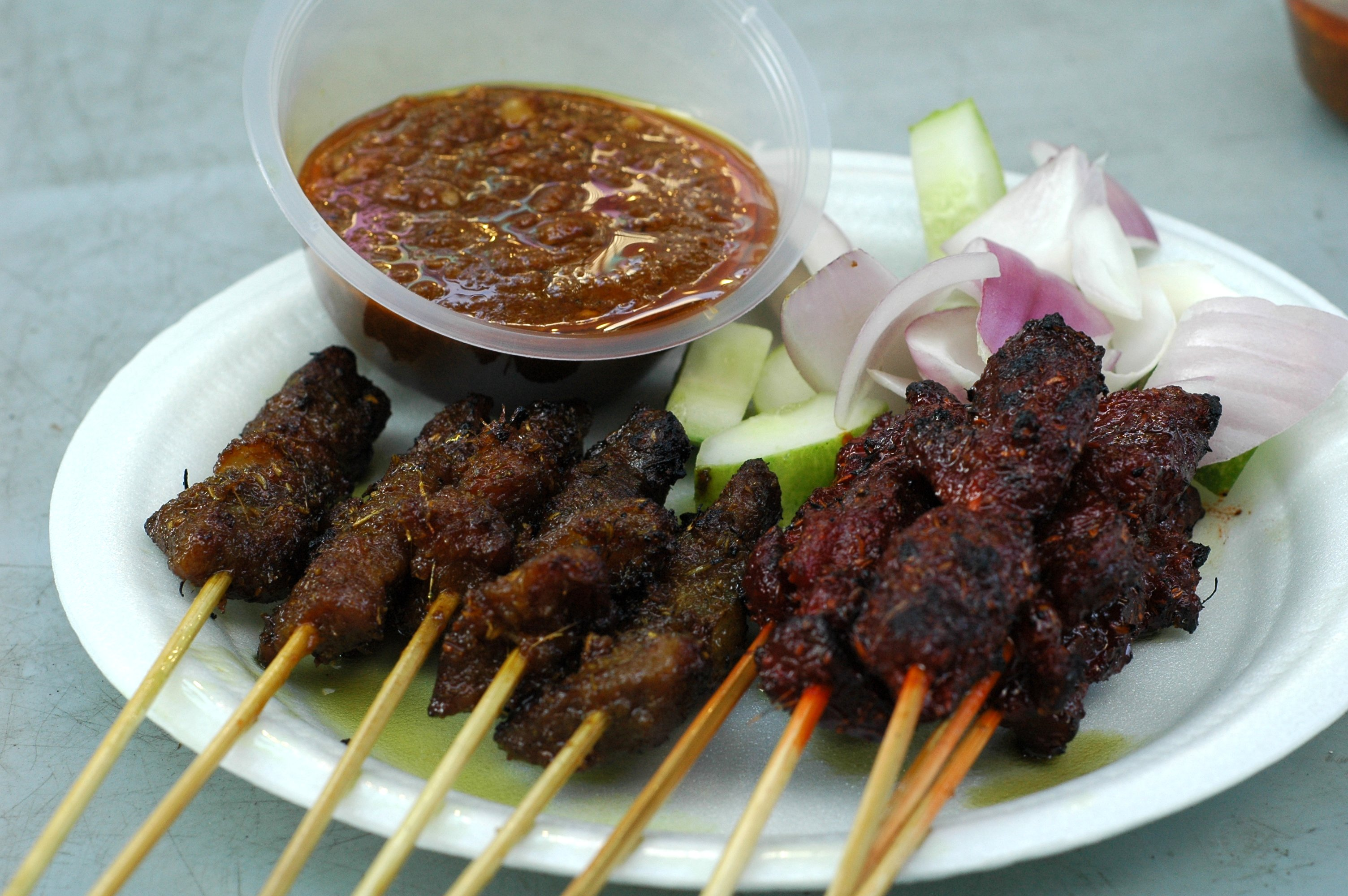
Singapurské saté

## Analogie
Obdobná jídla lze najít i v jiných regionech světa: např. šašlik, souvlaki, ražničí, yakitori.